# Messerschmitt
Мессершмитт АГ (нем. Messerschmitt AG) — самолётостроительная фирма Германии (в 1938—1945 годах) и ФРГ (в 1956—1968 годах). Вела начало от фирмы «Мессершмитт-Флюгцойгбау» (нем. Messerschmitt-Flugzeugbau Gesellschaft), основанной в 1923 году Вилли Meссершмиттом. Создавала истребители и бомбардировщики для военно-воздушных сил нацистской Германии. Самыми известными из них были Bf-109 и Me-262. Фирма пережила поражение Германии и, пройдя через ряд слияний и поглощений и смену имени на Мессершмитт-Бёльков-Блом, стала в 1989 году частью концерна EADS.

## История

### Мессершмитт флюгцойгбау
В 1923 году, в возрасте 25 лет, выпускник Мюнхенской высшей технической школы Вилли Мессершмитт организовал в Бамберге свою фирму Флюгцойгбау Мессершмитт по производству планёров и спортивных самолётов. Деньги на финансирование своего предприятия он накопил, проектируя и собирая планёры, некоторые из которых он построил ещё во время Первой мировой войны. На новой фирме строились мотопланёры S 15, S 16 Буби и S 16a Бетти, а в 1925 году появился первый настоящий самолёт, двухместный моноплан М 17 Элло.
В 1926 году Мессершмитт построил свой первый металлический самолёт — лёгкий транспортный М 18, рассчитанный на пилота и трёх пассажиров. Опытный самолёт имел деревянную конструкцию, но в серию пошёл вариант цельнометаллической конструкции и с обшивкой из лёгкого сплава. Hа него был получен заказ на 12 машин от Тео Кронайсса (нем. Theo Croneiß), который создавал авиакомпанию для обслуживания местных авиалиний «Нордбайерише феркерсфлюг ГмбХ» (нем. Nordbayerische Verkehrsflug GmbH). Успех М 18 позволил Мессершмитту получить субсидии от баварского правительства. 25 марта 1926 года была основана Мессершмитт флюгцойгбау ГмбХ (нем. Messerschmitt Flugzeugbau GmbH), которая превратилась в предприятие, где на постоянных должностях работало 10 человек, включая самого Мессершмитта, его заместителя и трёх механиков.

### Байерише флюгцойгверке
Ещё в феврале 1916 года южногерманская инженерная компания MAN AG и ряд банков купили убыточное авиастроительное предприятие Отто-Флюгцойгверке (en:Otto-Flugzeugwerke), положив начало новой авиастроительной компании Байерише флюгцойгверке АО (нем. Bayerische Flugzeugwerke AG, (BFW), (Bf.)). Проект устава был составлен 19-20 февраля и утверждён 2 марта 1916. Компания была зарегистрирована в коммерческом регистре от 7 марта 1916 года с уставным капиталом в 1 млн марок. 36 % акций принадлежало Берлинскому банку «Bank für Handel und Industrie», 30 % — MAN AG и 34 % Герману Бахштейну (Hermann Bachstein) из Берлина. Первым председателем правления стал Петер Эбервейн (Peter Eberwein), перешедший сюда из Albatros Flugzeugwerke. В связи с острой необходимостью производства самолётов для фронта времени и возможностей на разработку новых конструкций не было, и BFW занялась производством лицензионных моделей Альбатроса. Уже в течение месяца новая компания смогла поставить первые машины для военных ведомств Пруссии и Баварии. Однако у компании с самого начала возникли проблемы с качеством выпускаемой продукции. Подобные проблемы были и у предшественника Густава Отто (Gustav Otto). И только организационные изменения и усиления контроля на сборочной линии позволили решить данную проблему к концу 1916 года. После этого BFW начала разрастаться в крупную компанию и вышла на уровень производства 200 машин в месяц. Её штат достиг 3000 человек, и она стала одним из крупнейших производителей самолётов в Баварии.
Окончание войны поставило компанию в трудные условия, так как спрос на военные машины исчез. Маркетинг компании был направлен на поиск новой продукции, чтобы выжить в сложившихся условиях. Поскольку самолёты Первой мировой войны строились преимущественно из дерева, компания обладала мощным столярным цехом. Кроме того, она всё ещё имела заготовки на строительство около 200 самолётов на общую сумму в 4,7 млн марок. В связи с этим руководство компании решило, что лучший выход — это изготовление кухонной мебели и гарнитуров. Кроме того, начиная с 1921 года, компания производила мотоциклы собственной конструкции под названиями Flink и Helios.
Осенью 1921 года австрийский финансист Камилло Кастильони (en:Camillo Castiglioni) впервые проявил свою заинтересованность в покупке BFW. Хотя его предложение устроило большинство акционеров, MAN AG продолжал держаться за свою долю. Кастильони в его решении поддерживал управляющий директор BMW Франц-Йозеф Попп (en:Franz Josef Popp), и в итоге весной 1922 года им удалось совершить покупку. В мае того же 1922 года Кастильони удалось также приобрести Knorr-Bremse AG и BMW, и вскоре обе компании были объединены.

### Рождение новой Байерише флюгцойгверке
Новая Байерише флюгцойгверке не имела никакого отношения к старой. Она была образована на основе производственных мощностей Удет флюгцойгбау Гмбх (нем. Udet-Flugzeugbau GmbH). Удет флюгцойгбау была основана в Рамерсдорфе, под Мюнхеном, 23 октября 1922 года Эрнстом Удетом, Гейнцем Ролем, Эрихом Шейерманном и Гансом Германом с уставным капиталом 100 000 рейхсмарок. Главной задачей новой компании был выпуск лёгких спортивных и учебных самолётов конструкции Ганса Германа.
Первый из самолётов, сверхлёгкий одноместный моноплан Удет U 1 полетел уже через пять месяцев, 12 мая. Он послужил прототипом для первой серии из семи U 2. Версия U 3 был более мощным двухместным вариантом U 2, а U 4 — одноместным вариантом последнего. U 2 и U 4 имели определённый международный успех. Тем не менее, на ранних стадиях BMW имела долю в компании и была представлена Францем-Йозефом Поппом, который занимал место в наблюдательном совете.
В 1923 году Удет флюгцойгбау выпустила четырёхместный U 5 — транспортный моноплан-парасоль. U 6 был дальнейшим развитием U 4. Их было выпущено семь штук. U 7 Колибри был одноместным сверхлёгким монопланом. U 8 был дальнейшим развитием четырёхместного U 5. Hесколько таких машин построили по заказу Aero Lloyd (предшественницы Люфтганзы).
Hаиболее рискованным предприятием Удет флюгцойгбау стал U 11 Кондор. Самолёт нёс экипаж из трёх человек и восемь пассажиров. Четыре 125-сильных двигателя под крыльями работали на толкающие винты. Выпуск в 1925 году U 11 привел компанию к серьёзному финансовому кризису. Компания получила большие кредиты от банкирского дома Мерк, Финк и К. Hекоторая финансовая помощь была получена от министерства транспорта Баварии и баварского правительства.
Hаиболее успешный самолёт компании — учебный биплан U 12 Фламинго появился слишком поздно, чтобы исправить ситуацию. Весной 1926 года Удет и Шейерманн покинули компанию. К этому времени Удет флюгцойгбау вела переговоры о покупке в Аугсбурге старой фабрики Байерише Румплер верке ГмбХ (нем. Bayerische Rumpler-Werke GmbH), но финансовая ситуация осложнилась ещё больше. Только Мерк, Финк и К° вложили в компанию 800 000 марок, и в результате переговоров с министерством транспорта и баварским правительством на финансовых руинах было решено создать новую компанию.
30 июля 1926 года министерство транспорта баварского правительства и банкирский дом Мерк, Финк и К создали Байерише флюгцойгверке АГ (БФВ) (нем. Bayerische Flugzeugwerke AG (BFW)). Министерство транспорта обеспечило 62,5 % капитала, правительство Баварии — 25 %. Это позволило вновь созданной компании приобрести завод в Аугсбурге. Ещё 400 000 марок было получено от министерства в виде займа, который был практически тут же прощен. Hовое руководство возглавил Александр Шриффер. Компания по сути была правительственной.
Hа заводе в Аугсбурге стали готовить серийное производство U 12 Фламинго, который специально для этого был модернизирован под смешанную конструкцию с фюзеляжем из стальных труб. Hесогласие с новым руководством заставило Ганса Германа покинуть фирму осенью 1926 года. В результате задача переделки Фламинго была возложена на Карла Тейсса.
В 1927 году появились два варианта U 12: BFW 1 Шпербер и BFW 3 Марабу. Правда, дальше опытных они не пошли — в серию был запущен U 12 с тем же деревянным фюзеляжем. Помимо заказа от министерства транспорта, U 12 также поставлялся на экспорт. 24 самолёта были поставлены Венгрии (ещё 40 было выпущено по лицензии на заводе «Манфред Вейс»), 10 машин купила Австрия. Самолёт также строился по лицензии на Ваккманне в Риге.

### Объединение
Hесмотря на успех U 12, концерну явно не хватало опытного конструктора, способного повести за собой проектное бюро. Так возникло предложение о слиянии с другой баварской компанией — Мессершмитт флюгцойгбау ГмбХ.
Поначалу Мессершмитт не соглашался, стремясь сохранить свою независимость. Но, в итоге, сошлись на том, что Мессершмитт будет заниматься проектированием самолётов, сохраняя патенты и авторские права, а серийное производство передавалось на Байерише флюгцойгверке, которое распускало своё КБ и переключалось исключительно на выпуск самолётов Мессершмитта. Таким образом две компании сохранили своё юридическое лицо, хотя фактически работали как единое целое. Соглашение о слиянии Bayerische Flugzeugwerke AG и Messerschmitt-Flugzeugbau GmbH было подписано 8 сентября 1927 года. По условиям договора Мессершмитт становился одним из директоров фирмы, а в названиях спроектированных им самолётов должно было быть указание на его фамилию. Буква «М» была официально утверждённым обозначением, а также совпадала с первой буквой в фамилии Мессершмитта, самолёт Мессершмитта М 18b был перевезен в Аугсбург.
В 1928 году под давлением парламента правительство решило отказаться от своей доли в акциях Байерише флюгцойгверке, как следствие, компанию было решено превратить в акционерную. Мессершмитт не упустил своего шанса. Хотя Мессершмитт флюгцойгбау фактически вошла в состав Байерише флюгцойгверке, юридически она сохранила патентные и авторские права и увеличила капитал на 8000 марок. Сам Мессершмитт к тому времени был женат на дочери крупного финансиста Раулино, что позволило ему по семейным каналам получить необходимые деньги на выкуп продаваемых акций. Другими совладельцами компании стали Штромейер и его тесть Раулино. 87,5 % капитала досталось семейству Штромейеров-Раулино, а в собственность самого Мессершмитта перешло 12,5 % акций и он стал одним из трёх главных директоров компании. 1 июля 1928 года новый совет директоров избрал управляющим Отто Штромейера, а непосредственное руководство осуществляли Мессершмитт и Фриц Гелле.
Байерише флюгцойгверке включилась в активную проектно-конструкторскую работу. Мессершмитт выпустил двухместный спортивный моноплан М 19 специально для Тео Кронайсса. Первым самолётом Мессершмитта, построенным на Байерише флюгцойгверке, стал 10-местный пассажирский самолёт М 20, который был разбит в первом же полете. В самолёте погиб Ганс Хакман (нем. Hans Hackman) — близкий друг Эрхарда Мильха — исполнительного директора Люфтганзы, что вызвало в дальнейшем конфликт этих людей. Тем не менее был построен второй опытный самолёт, успешно облётанный 2 августа 1928 года Тео Кронайссом, после чего Люфтганза подписала контракт.
Одновременно создавались варианты М 18, М 20b, учебный биплан М 21, который должен был заменить Фламинго, двухдвигательный бомбардировщик М 22 для рейхсвера, двухместный спортивный моноплан М 23, восьмиместный пассажирский М 24. Но М 21 был выпущен всего в двух экземплярах. Работы по бомбардировщику М 22 были прекращены после катастрофы опытного самолёта. М 23 имел успех, но в 1929 году финансовое положение фирмы резко ухудшилось. Люфтганза разорвала контракт на 10 уже строящихся М 20b и затребовала обратно аванс. В результате Байерише флюгцойгверке лишилась 600 000 марок. Фирме ничего не оставалось, как 1 июня 1931 года объявить о своем банкротстве.
Именно в этот критический момент на фирму обратил внимание Рудольф Гесс. Гесс одновременно был хорошим знакомым самого Вилли Мессершмитта, а также одним из ближайших сотрудников Гитлера, который к тому времени был как никогда близок к креслу рейхсканцлера. Гесс уже пользовался в Аугсбурге огромным влиянием и сумел своей волей приостановить решение суда, предписывавшее пустить оборудование фирмы с молотка 1 июня 1931 года. Взамен самолёт М 23, предоставленный в распоряжение Гесса, помог ему гораздо активнее участвовать в предвыборной гонке как секретарю Гитлера.
Вместе с кредиторами Байерише флюгцойгверке Мессершмитт сумел добиться принятия Люфтганзой пассажирских М 20b и опытного скоростного почтового самолёта М 28, созданного по требованиям последней. Мессершмитт удалось также получить заказы на разработку двухместного спортивного самолёта специально для Евро-Рундфлюг 1932 года, а в декабре с кредиторами Байерише флюгцойгверке было достигнуто соглашение об отмене постановления о банкротстве. Официально оно было оформлено 27 апреля 1933 года.
Таким образом, в мае 1933 года Байерише флюгцойгверке АГ начала фактически с нуля, имея всего 82 человека в штате. Мессершмитт возглавил компанию вместе с Раканом Кокотаки. Тем временем конструктора Мессершмитта вместе с присоединившимся к ним Вальтером Ретхелем из Арадо выпустили спортивный моноплан М 35.
Чтобы сохранить ядро конструкторского коллектива, стал подыскивать работу на стороне. Кокотаки сумел добиться контракта от «Интерприндере конструкции аэронаутике Романе» из Бухареста на разработку шестиместного пассажирского самолёта. Самолёт, работа по которому началась в Аугсбурге, получил обозначение М.36. Одновременно началась работа над лёгким монопланом с закрытой кабиной М.37, интерес к которому также проявился у ИКАР, рассматривавшей его в качестве возможной замены учебного «Tigerschwalbe» фирмы «Рааб Катценштейн».
Однако Эрхард Мильх, бывший управляющий директор Люфганзы, а теперь глава государственного секретариата по делам авиации, питавший резкую антипатию к Мессершмитту, хотя и не сумел вообще оставить компанию без заказов, добился ограничения её работы только лицензионным производством. Подстрекаемый Мильхом, обер-лейтенант Вильгельм Виммер из Технического департамента, чтобы дискредитировать Мессершмитта, предостерёг Байерише флюгцойгверке от приёма иностранной комиссии. Мессершмитт и Кокотаки резко запротестовали, указывая, что недостаток официальных заказов заставляет искать их за рубежом. Такая аргументация заставила Технический департамент включить Байерише флюгцойгверке в разработку новых самолётов.
Воздушный комиссариат заключил, что IV Международные соревнования по туризму (Challenge Internationale de Tourisme), проводимые в августе — сентябре 1934 года, являются удобным случаем представить возрождающуюся немецкую авиацию. Было решено представить максимально сильную немецкую команду. Hа предыдущем конкурсе в 1932 году лидирующие позиции занял польский RWD-6, и Байерише флюгцойгверке получила указание выпустить шесть самолётов, которые и должны были составить команду Германии. Учитывая сжатые сроки контракта, и то, что М.37 хорошо подошёл под выдвинутые требования, последний был быстро переделан по новым требованиям уже под обозначением Bf.108. На соревнованиях 1934 года пилот Г. Зайдеманн на самолёте Bf.108 занял 13 место.
Ещё до первого полета Bf.108, несмотря на отсутствие опыта в разработке боевых самолётов, компания приступила к разработке одноместного истребителя Bf.109. Он появился на чертежных досках Байерише флюгцойгверке в начале 1934 года по заказу воздушного штаба. Эти требования вместе с заказом опытных машин были направлены на Arado, Focke-Wulf и Heinkel, а Мессершмитту отказали в контракте на разработку на том основании, что он не имел опыта в создании скоростных боевых самолётов. Однако Мессершмитт по собственной инициативе принял участие в конкурсе по созданию истребителя.

### Успех и расширение
В 1934 году БФВ также получила два правительственных заказа на лицензионный выпуск 54 боевых самолётов для люфтваффе. Первыми стали заказы на 30 Do.11 и 24 He.45; они позволили БФВ возродиться, на протяжении всего семи месяцев в шесть раз увеличить штат фирмы и к концу 1933 года на фирме было уже 524 занятых.
В 1935 году БФВ стала быстро расширяться. В течение года компания получила заказы на 90 Ar.66, 115 Go.145, 70 He.45, 30 He.50 и 32 Bf.108. Hовый сборочный цех был заложен в полутора километрах от Аугсбурга, но массовое производство, запланированное на середину 1936 года, потребовало гораздо больших мощностей и площадей, чем можно было получить от муниципалитета Аугсбурга. В результате 24 июля была создана компания Мессершмитт ГмбХ (нем. Messerschmitt GmbH), которая приобрела землю под новый завод в Регенсбурге. Фабрика была построена быстро, позволив уже через 16 месяцев перевести все производство Bf.108В в Регенсбург. Одновременно в Аугсбурге было расширено экспериментальное производство, а состав конструкторского бюро увеличен.
Теперь особое внимание было уделено запуску Bf.109 в производство и его доводке. Оснастку для серийного производства Bf.109B-1 стали готовить в Аугсбурге ещё в конце осени 1936 года. Первый серийный самолёт был готов почти одновременно с выпуском установочной партии из 10 истребителей. Самолёт стал самым массовым истребителем в истории (построено 30 573, с учётом производства в других странах — свыше 33000). Его по лицензии выпускали многие компании, включая Фокке-Вульф и Арадо. В 1939 году главными производителями Bf.109 стали Erla Maschinenwerk в Лейпциге и Герхард Физелер в Касселе, но главным поставщиком истребителей Мессершмитта была выбрана Wiener Neustädter Flugzeugwerke в Австрии.

### Переименование
Международная репутация, приобретенная Вилли Мессершмиттом после выпуска Bf.108 и Bf.109, настолько возросла, что 11 июля 1938 года совет директоров БФВ решил сменить название на Мессершмитт АГ (нем. Messerschmitt AG), а Мессершмитт стал председателем правления и управляющим директором. Сама Мессершмитт АГ с 1940 года стала резко расширяться. Помимо заводов в Аугсбурге и Регенсбурге, производство было развернуто на заводах в Санкт-Георген и Гузене, Кематене под Инсбруком, а потом и на заводах в Лейпхейме, Швадише, Халле, Дингольфинге, Оберпфаффенгофене, Маркерсдорфе и Обераммергау, которые были заняты в основном на субконтрактных работах. Только на заводах Мессершмитта в районе Аугсбурга и Регенсбурга в октябре 1944 года насчитывалось 33 000 занятых рабочих.
Перед самой войной компания занялась разработкой двухмоторных тяжёлых истребителей. Первый из них, Bf.110, стал достаточно удачной машиной (выпущено 5762) и выпускался с перерывами в течение всей войны. Однако его преемники Me.210 и Me.410 оказались полным провалом. Прекращение выпуска Me.210 в 1942 году стоило фирме Messerschmitt AG 30 млн рейхсмарок. Воспользовавшись моментом, Мильх добился того, чтобы сам Вилли Мессершмитт ушёл с поста председателя концерна и директора фирмы. На его место назначили Тео Кронайсса, который долгие годы работал на Мессершмитта. Однако фирма была настолько сильна, что выдержала этот удар и смогла получить заказ на выпуск реактивных истребителей для люфтваффе. С 1943 года фирма серийно выпускала перехватчик Me.163 с жидкостным реактивным двигателем (свыше 360 шт.), с 1944 года — двухдвигательный реактивный истребитель и бомбардировщик Me.262 (1433 шт.)
К тому времени фирма Мессершмитта была единственной самолётостроительной фирмой, серийно выпускавшей истребители и многоцелевые самолёты, оснащенные реактивными двигателями. Кроме прочих новаторских экспериментов, фирма вела большие работы в области практического применения турбин, как на винтовых, так и на реактивных самолётах. Например, проводились пробные полеты самолёта Мe.264, оснащённого турбиной фирмы Osennaschinen GmbH мощностью 6000 л. с. Топливом для турбины служила смесь угольного порошка (65 %) и бензина (35 %). Самолёты Мессершмитта также оснащались ракетными двигателями Walther, работавшими на жидком топливе, а также ПуВРД Argus As 014.
Успешно завершились работы по созданию тяжелых планеров Ме.321 и, на их базе, моторных планеров Ме.323 с шестью поршневыми двигателями (это были первые в мире специализированные военно-транспортные самолёты, самые крупные и самые совершенные машины в своём классе). В 1942 году создан прототип стратегического бомбардировщика Ме.264 («Бомбардировщик Америки») с четырьмя поршневыми двигателями, рассчитанный на достижение территории США.
Главными типами самолётов, выпускавшихся фирмой в 1944—1945 годах, были Bf.109G, Bf.110G, Me.410A, Me.163B и Ме.262А.

### Послевоенная деятельность
С окончанием Второй мировой войны фирма прервала разработку и строительство летательных аппаратов и стала выпускать микроавтомобили «Мессершмитт-КР-200», но в 1956 году возобновила авиационное производство, выпуская по лицензии тренировочные самолёты Fouga СМ.170 Magister, истребители-бомбардировщики Локхид F-104G и Фиат G-91 для НАТО. Участвовала в программe опытного сверхзвукового истребителя вертикального взлёта и посадки EWR VJ 101.
В 1968 году объединилась с фирмой «Бёльков» (нем. Bölkow GmbH), получив название «Мессершмитт-Бёльков», и в 1969 году вошла в состав объединённой фирмы «Мессершмитт-Бёльков-Блом».